# Lastarriaea
Lastarriaea, biljni rod iz porodice dvornikovki iz Sjeverne Amerike i Čilea.
Postoje 3 priznate vrste jednogodišnjeg bilja, od kojih je jedna, Lastarriaea ptilota, endemi iz Meksika (Baja California Norte, Baja California Sur).

## Vrste
1. Lastarriaea chilensis J.Rémy
2. Lastarriaea coriacea (Goodman) Hoover
3. Lastarriaea ptilota Reveal

## Sinonimi
- Donatia Bertero ex J.Rémy; Gay, Fl. Chil. 5: 289 (1849)